# Mafia
|  | Aquest article tracta sobre l'illa de Tanzània . Si cerqueu la societat secreta dedicada al crim, vegeu «Màfia». |

Mafia és una illa situada a la costa meridional d'Àfrica oriental, al sud del Mar de Somàlia (oceà Índic) i davant de la costa de Tanzània. Es tracta d'una de les quatre illes més grans de l'arxipèlag de Zanzíbar, i és al sud de l'illa d'Unguja.
Forma un districte de la regió de Pwani, una de les divisions continentals, i no pertany, per tant, al territori autònom de Zanzíbar. La població del districte de Mafia és de 41.000 habitants (2002). L'activitat econòmica és agrícola i pesquera. El turisme és reduït. Està administrativament dividit en set "wards":
- Baleni
- Jibondo
- Kanga
- Kilindoni
- Kirongwe
- Kiegeani
- Mibulani

L'illa té una superfície de 394 km², a la qual s'hauria de sumar la superfície de nombroses illetes i illots propers, la principal de les quals és l'illa de Chole (2 km²) i 800 habitants. La capital de l'illa i el districte és Kilindoni, a la costa sud-occidental. L'illa està separada del continent per l'anomenat Canal de Mafia (Mafia Channel)